# Aleksandr Krasnykh
Aleksandr Vladimirovich Krasnykh (em russo:  Александр Владимирович Красных; Bugulma, 19 de junho de 1995) é um nadador russo que competiu nos Jogos Olímpicos de Verão de 2016, no Rio de Janeiro, representado o seu país.